# Weinböhla
Weinböhla är en kommun och ort i Landkreis Meissen i förbundslandet Sachsen i Tyskland. Kommunen har cirka 11 000 invånare.